# Partido Liberal (Japón, 1998)
El Partido Liberal (自由党 Jiyūtō?) fue un partido político japonés de tendencia liberal creado en 1998 por Ichirō Ozawa y Hirohisa Fujii. En 2003 se unió con el Partido Democrático de Japón.

## Historia
El partido fue formado a partir de los restos del Partido de la Nueva Frontera después de su disolución en 1998. Se unió a la oposición liderada por el Partido Democrático de Japón y que incluía al Partido Socialdemócrata y el Partido Comunista Japonés. Participó en las elecciones contra la coalición gobernante del Partido Liberal Democrático y el Nuevo Kōmeitō, así con Partido Sakigake/Midori no Kaigi y el Partido Conservador de Japón/Nuevo Partido Conservador. Obtuvo unos pocos escaños dentro de la oposición y perdió popularidad a favor del más moderado Partido Demócrata, junto con los socialdemócratas.
En octubre de 2003, debido a los resultados de las elecciones generales, el partido decidió unirse con el Partido Demócrata, convirtiéndose en un grupo influyente dentro del partido. Hirohisa Fujii se convirtió en Secretario General del Partido Demócrata, mientras Ichirō Ozawa lideró el grupo liberal dentro del PDJ.